# ダーハム・W・スティーブンス
ダーハム・ホワイト・スティーブンス（ダーラム、ドーハムなどとも、Durham White Stevens, 漢名：須集雲、1851年2月1日 - 1908年3月25日）はアメリカ人の外交官。
アメリカ合衆国の外交官として日本に滞在した。後に日本の外務省に勤め、大韓帝国の外交顧問に任命された。日本の外務省では甲申政変後の交渉や日墨修好通商条約締結に向けた交渉を補助した。
親日的な言動が韓国系共同体の怒りを買い、韓国系アメリカ人の暗殺者である張仁煥（チャン・インファン）と田明雲（チョン・ミョンウン）の襲撃により射殺された。これは親韓派の活動家による最初の政治的暗殺だった。

## 生涯

### 生い立ち
スティーブンスはアメリカのワシントンD.C.で生まれ育った。オハイオ州のオーバリン大学に学部生として入学し、1871年に卒業。その後、ワシントンに戻りコロンビア大学とハワード大学で法律を学び、1873年にコロンビア特別区の弁護士会への入会を認められた。同期にはフロリダ州ジャクソンビル市で初の黒人弁護士となったジョセフ・E・リー、フランスのリヨンでアメリカ合衆国領事を務めたヘンリー・ワーグナー、南北戦争の最中から解放奴隷の教育を推進していたウィリアム・E・マシューズ、ノースカロライナ州初の黒人弁護士の1人ジョン・S・リアリー、後にエバレットの市長となったJ・H・スミス、ジョン・A・モスがいた。

### 駐日外交官
スティーブンスの職歴は1873年10月、国務省から始まった。当時のアメリカ大統領ユリシーズ・グラントは彼を東京のアメリカ公使館の書記官に任命した。彼は当時の駐日アメリカ公使ジョン・ビンガムの下で働いた。スティーブンスは新たな立場を喜んで受け入れた。その理由の一つは、彼が新たな言語を学ぶのを好んでいたからだ。彼はそれ以前にラテン語、ギリシア語、フランス語、ドイツ語を学んでいた。当初、彼は公使館の3人しかいない職員の1人だった。 彼は1883年7月まで書記官として勤務し、1878年から1879年にかけてビンガム公使が一時帰国休暇で不在の間は臨時代理公使を務めた。書記官を退職した後、スティーブンスはアメリカに帰国した。

### 日本外務省時代
1883年11月、スティーブンスはワシントンの日本公使館で英語の書記官として働くことになった。これは、ビンガムが日本政府への影響力を有していたおかげだった。
1884年、彼は日本の外務省で勤務するために東京へ行くように命じられた。1884-85年の冬、当時の外務卿であった井上馨に同行して朝鮮に渡り、朝鮮の日本人居留民が殺害された甲申政変に関する交渉を補助した。この功績により、彼は明治天皇より勲三等旭日中綬章を授与された。
1885-87年に開催された東京会議は、西洋の国々が日本に押し付けた不平等条約の再交渉を目的としていた。スティーブンスはこの会議のプロトコル（外交儀礼）を担当する部署にいた。会議の後、彼は公使館の名誉顧問の地位と共にワシントンに戻り、当時在米公使だった陸奥宗光の下で働いた。スティーブンスはメキシコ合衆国との日墨修好通商条約締結に向けた交渉を補助した。この条約は、日本が独立国として主権を行使する権利を認めた初の条約だった。
日清戦争が開戦してすぐ、スティーブンスは雑誌『ノース・アメリカン・レビュー』に記事を投稿した。その記事で、彼は清の保守主義の腐敗が朝鮮（李氏朝鮮）の発展を妨げたと断言し、清の朝鮮における影響力が減少しそれに応じて日本の力が増大することで朝鮮の社会的、商業的な改革につながるだろうと主張して、日清戦争を正当化しようと努めた。
戦争中の業務が評価され、スティーブンスは勲二等瑞宝章を授与された。彼は日本の国益を代表して2回ハワイに行った。1回目は1901年、2回目は1902年だった。彼はまた、日本政府からさらに2回勲章を授与された。3回目は勲二等旭日重光章、4回目は1904年10月に授与された勲一等瑞宝章だった。

### 大韓帝国外交顧問
1904年8月22日に第一次日韓協約が締結され、韓国は日本政府の推薦する外国人1名を外交顧問に任命しなければならなくなった。駐韓アメリカ公使ホレイス・アレンによる1901年の推薦に基づき、日本政府はスティーブンスを外交顧問に任命するよう韓国政府に推薦した。1904年11月、彼は大韓帝国の外交顧問に任命された。韓国領事はハワイで任命されるべきだという要請を彼は無視したが、それにもかかわらず1905年、ホレイス・アレンは彼をハワイ砂糖農園主組合（HSPA）の会長F・M・スワンジーに推薦した。スワンジーは韓国人のハワイへの移民再開に関心があった。日本政府はハワイへの韓国人の移民を阻止しようとしており、スティーブンスにはそれを補助することを期待していた。だが、彼は当初移民再開を好意的に受け入れていた。1905年中頃、スティーブンスとスワンジーは東京で数回この件について会合したが、結局スワンジーの努力は実らなかった。
1905年後半にスティーブンスは、日本にとって不愉快でない、または日本の威厳に影響しない方法で実行できるのであれば、日本はアメリカ合衆国への日本人移民流入を制限する法律の制定を歓迎しハワイへの移住停止に賛成するだろうと声明を発表した。また、日本政府は代わりに移民を韓国または中国東北部に定住させることを望んでいると述べた。
大韓民国国家報勲処によると、彼は公式には韓国政府に雇用されていたが、日本のプロパガンダを進めるために日本から数万ドルを受け取り続けているとアメリカ人の間で言われていた。また、2009年の韓国の新聞によると、スティーブンスは1908年に伊藤博文から、米国での反日感情を宥めて韓国支配の正当性を知らしめる任務を任されていた。
1906年初頭、スティーブンスは韓国統監府で働いていた日本人官僚木内重四郎と、日本が韓国を併合するまでにかかる期間について賭けをした。木内は3年と予測し、スティーブンスは5年と予測した。1910年半ばに韓国併合条約が調印されたので、スティーブンスの予測の方が正解に近かった。だが、彼は自らの予測が実現するのを見届けることはできなかった。

### 暗殺
1908年3月、スティーブンスはアメリカに戻り、ワシントンD.C.の家族の元を訪れた。そして、彼の姉妹がニュージャージー州のアトランティックシティに所有していた別荘で共に休暇を過ごした。彼は到着するとサンフランシスコの新聞のインタビューを受けた。その中で彼は、韓国における日本の影響力と保護が強化されることで韓国の民衆は利益を得ており、また韓国は現状では"liberated country（解放された自由な国）"にはあたらないと述べた。これらの声明は2つの韓国系共同体、大同保国会（Daedong Bogukhoe）と独立協会 の怒りを買った。この2つの会は共同で会議を開催し、スティーブンスに何かすべきだと同意した。
1908年3月22日、大同保国会と独立協会によって選出された4人の韓国系の男性は、スティーブンスが滞在していたサンフランシスコのフェアモント・ホテルで彼に話しかけた。4人のリーダー、流暢な英語を話すアール・リーという名の男性は、新聞の声明は本当にスティーブンスによるものなのか、日本人は韓国人を抹殺しようとしてはいないのか、スティーブンスに尋ねた。彼は2つの質問を肯定した。続けて、韓国から遠すぎるので政府の正確な状況がわからないのだろうとリーに告げた。これを聞いて、4人はスティーブンスを椅子で殴り倒し、彼は大理石の床で頭を打った。スティーブンスは後退して壁を背にし、救援の到着を待った。襲撃の後、リーは「スティーブンスにこれ以上何もできないのが非常に残念だ」と述べたと報道された。
翌日の3月23日、 韓国系の移民である張仁煥（チャン・インファン）と田明雲（チョン・ミョンウン）はサンフランシスコ港でスティーブンスに接近し、攻撃した。彼はフェリーでオークランドに行き電車に乗り換えるため、乗船準備をしているところだった。田明雲は回転式拳銃でスティーブンスを撃ったが当たらなかったので、突撃して拳銃を鈍器として使い彼の顔を殴った。しかし、田明雲はすぐにスティーブンスに鎮圧された。張仁煥も彼を殺害しようとしており、2人の闘いを見て乱闘の中へ向けて発砲した。スティーブンスは背中を2回撃たれた。田明雲も混乱の中で銃を撃った。集まった群衆は2人をその場で私刑にすべきだと主張した。張仁煥は殺人罪で逮捕され、保釈なしで留置された。田明雲は初め入院し、後に幇助犯として逮捕された。暗殺後の新聞のインタビューで、2人は暗殺について謝罪することはなく、スティーブンスを韓国の裏切り者と称し、「スティーブンスの計画によって数千人が死に追いやられた」と述べた。
銃弾の1つはスティーブンスの肺を貫通し、1つは鼠蹊部に撃ち込まれていた。だが、初め聖フランシス病院の外科医はスティーブンスが回復できるだろうと予測していた。襲撃された日の彼は外見上は調子が良く、報道機関に「明らかに学生扇動者の小さな集団がサンフランシスコの内部およびその周辺で活動している。彼らは日本人が韓国を保護領にしている事実に憤慨しており、韓国のこの現状は私にいくらかの責任があると信じている」と声明を出した。
だが、3月25日の朝、彼の容体は悪化し始めた。担当医はスティーブンスの傷に炎症の徴候を発見し、麻酔をかけて18時に手術を開始した。その後、彼の意識が戻ることはなく、日本領事の小池張造が見守る中23時に死亡した。
セントジョンズ聖公会教会での葬儀の後、スティーブンスは故郷のワシントンD.C.に埋葬された。棺の担ぎ手の中には当時の国務長官 エリフ・ルートがいた。

## 暗殺への反応
日本の外交界や、スティーブンスをよく知る韓国のアメリカ人宣教師の間では、彼の暗殺のニュースは悲しみと共に受け止められた。当時の駐日アメリカ大使トーマス・オブライエンは、"The utmost grief is expressed by everyone.（皆が最大限の悲しみを表明する）"と述べ、自身にとってスティーブンスは真の友であり有能な友人だったと付け加えたと報道された。イェール大学の教授ジョージ・トランブル・ラッドはニューヨーク・タイムズの編集者へ送った手紙の中で、この襲撃を卑劣で驚くほど残忍だと非難し、韓国人を"bloody race（血塗られた人種）"と呼んだ。また、ジョージ・ヒーバー・ジョーンズなど韓国での他の数件の暗殺とスティーブンスの件を比較して、韓国において政治的暗殺は孤立した出来事ではなく全く奇異ではないのだと結論づけ、この出来事から韓国人の性格と韓国の自治方法を正確に評価する上で有益な教訓を得られると述べた。
一方、2009年の韓国の新聞では、当時のアメリカでは張仁煥は愛国者の見本として報道されるなど、米国でも共感を得たと報道された。
張仁煥と田明雲は別個にスティーブンス殺害の裁判を受けたが、2人が共謀したという証拠は不十分だった。田明雲はすぐに告訴を取り下げられた。韓国系共同体は張仁煥を弁護させるために3人の弁護士を雇った。その中の1人であるネイサン・コフランは最終的にこの件をプロボノとする、すなわち無償で弁護することに同意した。裁判の間、コフランはアルトゥル・ショーペンハウアーの"patriotic insanity（愛国的な狂気）"の理論を用いて、心神喪失により無罪だと主張する計画を立てた。1908年12月23日、陪審員は張仁煥の罪状を第2級謀殺とした。
後に、韓国の記事はスティーブンスを韓国の裏切り者と記述し、張仁煥と田明雲を愛国者、英雄であると表現した。2009年の新聞でも、スティーブンスは「日本の役人よりも親日的」だったとし、張仁煥と田明雲は義士であり2人による暗殺は正当な理由で行われた義挙だと報道した。